# Anna Tamminen
Anna Tamminen (Turku, 30 oktober 1994) is een voetbalspeelster uit Finland. Ze speelt als doelverdediger voor Hammarby IF in de Damallsvenskan.

## Clubcarrière
Tamminen werd geboren en getogen in Turku. Aldaar speelde ze voor meerdere amateurclubs alvorens ze haar profdebuut maakte voor NiceFutis in de Kansallinen Liiga in 2015. Na twee seizoenen bij deze club maakte ze de overstap naar Hovås Billdal IF in de Zweedse Elittettan. Tamminen kwam voor deze club in 26 competitiewedstrijden in het seizoen 2017 in actie maar kon had club niet behoeden voor degradatie.
Na de degradatie keerde Tamminen op 10 januari 2018 officieel terug in Finland waar ze voor Åland United ging spelen. Als speelster van deze club won Tamminen in 2018, 2019 en 2020 de prijs van 'keepster van het jaar' in de Kansallinen Liiga. Met Åland United werd Tamminen in 2020 landskampioen in Finland. Ook won ze dat jaar de Finse beker door Tikkurilan Palloseura met 2-1 te verslaan.
Op 2 december 2020 tekende Tamminen een eenjarig contract bij Hammarby IF in de Damallsvenskan. Ze groeide al snel uit tot eerste keepster en kwam in 22 competitiewedstrijden in actie en eindigde op de zevende plaats. Tamminen tekende op 17 november 2021 een nieuw tweejarig contract bij de club. In het volgende seizoen kwam Tamminen tot 23 optredens en eindigde ze met Hammarby IF op de vijfde plaats. Met 12 clean sheets hield ze het vaakst haar doel.
Tamminen won met Hammarby IF de Zweedse beker op 6 juni 2023. In de finale stond Tamminen onder de lat en wist haar ploeg BK Häcken met 3-0 te verslaan. Tamminen verlengde op 5 juli 2023 haar contract met drie jaar. Na 38 jaar wist Tamminen met Hammarby IF weer kampioen te worden van de Damallsvenskan in 2023. Tamminen vestigde een nieuw record in de Damallsvenskan door 757 minuten geen tegentreffer te krijgen, resulterend in 13 aaneenvolgende clean sheets. Door de supporters van Hammarby IF werd ze uitgeroepen tot 'speelster van het jaar'. Daarnaast won ze ook de Damallsvenskan prijzen 'keepster van het jaar' en 'meest waardevolle speelster.

## Statistieken
| Seizoen | Club           | Land    | Competitie        | Wedstrijden | Doelpunten |
| ------- | -------------- | ------- | ----------------- | ----------- | ---------- |
| 2015    | NiceFutis      | Finland | Kansallinen Liiga | 6           | 0          |
| 2016    | NiceFutis      | Finland | Kansallinen Liiga | 24          | 1          |
| 2017    | Hovås Billdall | Zweden  | Elitettan         | 26          | 0          |
| 2018    | Åland United   | Finland | Kansallinen Liiga | 22          | 0          |
| 2019    | Åland United   | Finland | Kansallinen Liiga | 20          | 0          |
| 2020    | Åland United   | Finland | Kansallinen Liiga | 18          | 0          |
| 2021    | Åland United   | Finland | Kansallinen Liiga | 22          | 0          |
| 2022    | Åland United   | Finland | Kansallinen Liiga | 23          | 0          |
| 2023    | Åland United   | Finland | Kansallinen Liiga | 25          | 0          |
| 2024    | Åland United   | Finland | Kansallinen Liiga | 19          | 0          |
| Totaal  | Totaal         | Totaal  | Totaal            | 205         | 1          |

Laatste update: 11 maart 2025

## Interlandcarrière
Tamminen maakte haar debuut voor het Finse nationale team tijdens de Cyprus Women's Cup in 2019. Een jaar later kwam ze op ditzelfde toernooi nogmaals in actie. In de kwalificatiereeks voor het WK 2023 was Tamminen tweede keepster. Op 9 juni 2022 werd ze opgenomen in de Finse selectie voor op het EK 2022.